# Thymiaterion (Räuchergefäß)

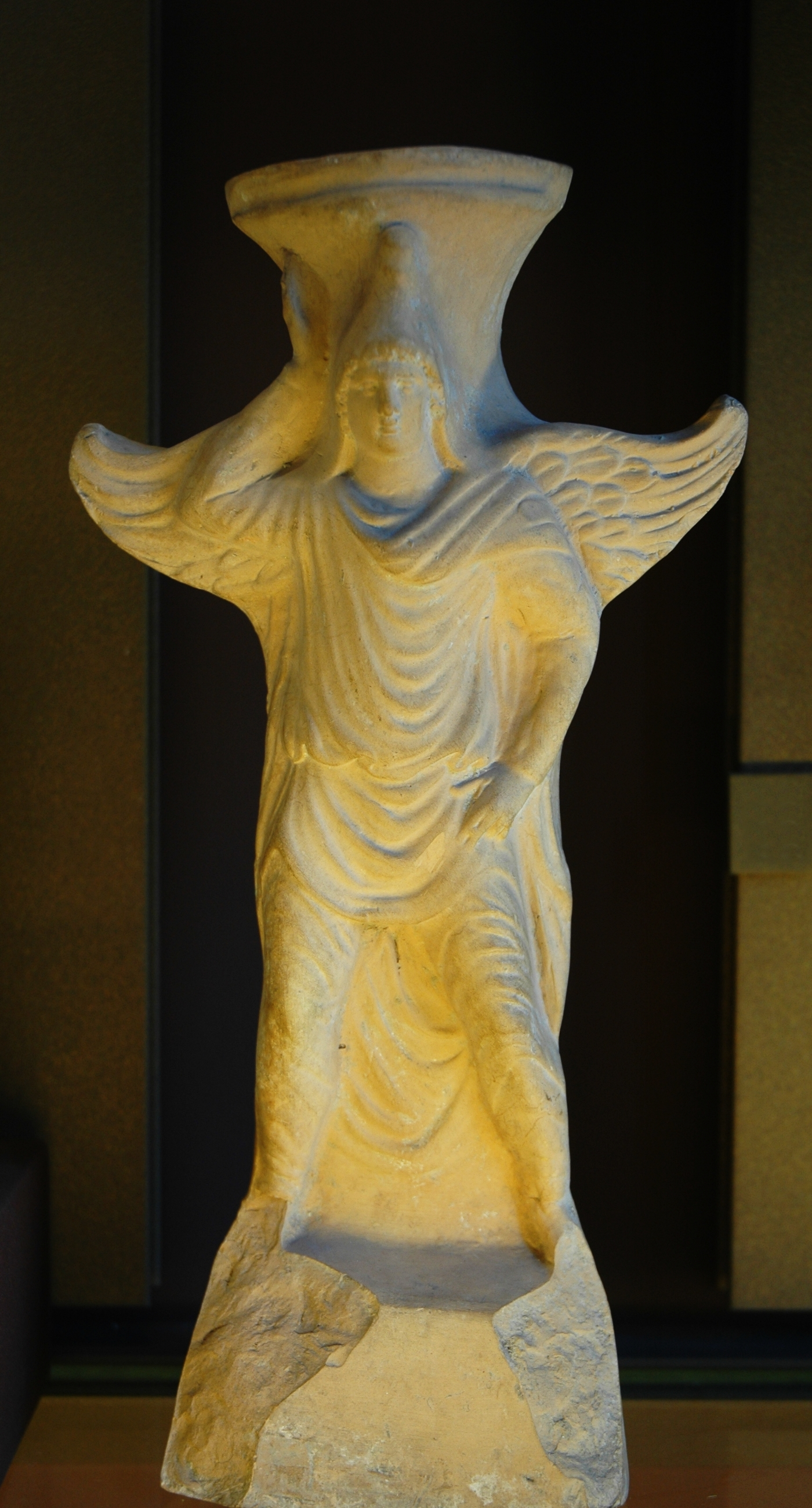
Ein Terracotta-Thymiaterion mit einer Darstellung des Attis aus Tarsos, 2. oder 1. Jahrhundert v. Chr.

Als Thymiaterion (altgriechisch θυμιατήριον thymiatḗrion, von θυμιάειν thymiáein, deutsch ‚räuchern‘; Mehrzahl Thymiateria) wird ein antikes Räuchergefäß bezeichnet.
Der Begriff stammt aus dem Griechischen und ist zum ersten Mal bei Herodot bezeugt. In der archäologischen Fachliteratur wird er aber nicht nur für griechische Gefäße benutzt, sondern dient als Bezeichnung für die Räuchergestelle aus verschiedenen Mittelmeerkulturen des Altertums, so neben den Griechen unter anderem bei den Phöniziern und den Etruskern.
Das Thymiaterion wurde als Räuchergestell für den Haus-, Grab- und Götterkult verwendet. Anlässe zur Verwendung waren Kulthandlungen, festliche Umzüge oder Symposien. Beim Thymiaterion war ein meist schüsselartiges Gefäß mit einem hohen Fuß verbunden und mit einem durchlöcherten Deckel versehen, durch den der Rauch abziehen konnte. Die Form erinnert oft an einen Kandelaber. Thymiateria bestanden vor allem aus Metall (meist Bronze), seltener waren Formen aus Stein oder Ton (Terrakotta).